# Marienkirche (Kleinpösna)

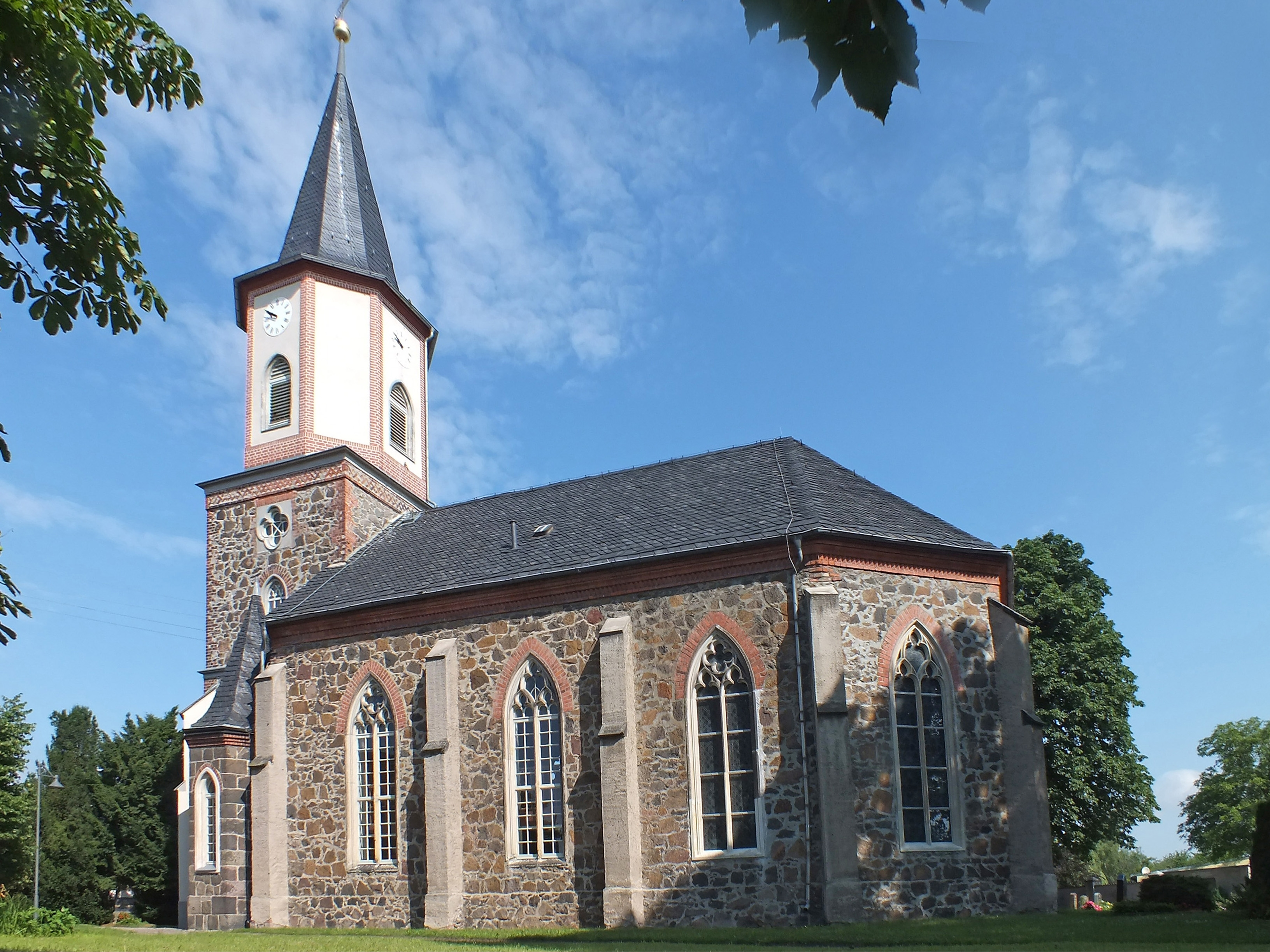
Kirche Kleinpösna (2012)

Die Marienkirche Kleinpösna ist ein Kirchengebäude der Evangelisch-Lutherischen Landeskirche Sachsens in Kleinpösna.

## Entwicklung

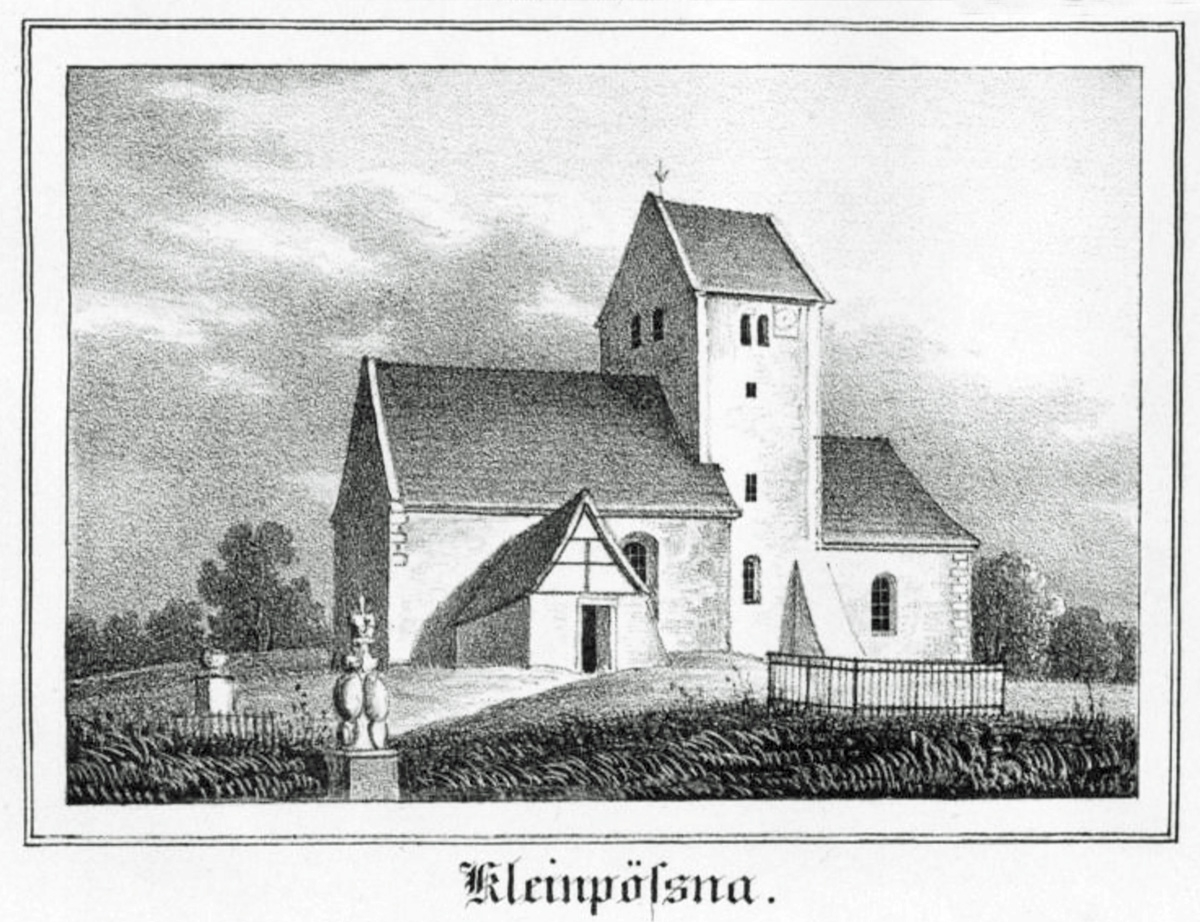
Kirche Kleinpösna um 1840

In Kleinpösna gab es vor 1295 eine Kapelle. Diese wurde nach dem Dreißigjährigen Krieg wieder aufgebaut.

## Die heutige Kirche
Nach 1840 gab es Pläne für einen Kirchen-Neubau. Dieser wurde von Albert Geutebrück im neugotischen Stil als Saalkirche geplant und erbaut. Die Kirchweihe war am 28. November 1852. 40 Jahre später, im Jahr 1892, erhielt sie den Namen Marienkirche. Das Gotteshaus wurde 1892 nach Plänen von Paul Lange innen renoviert.

## Das Bauwerk

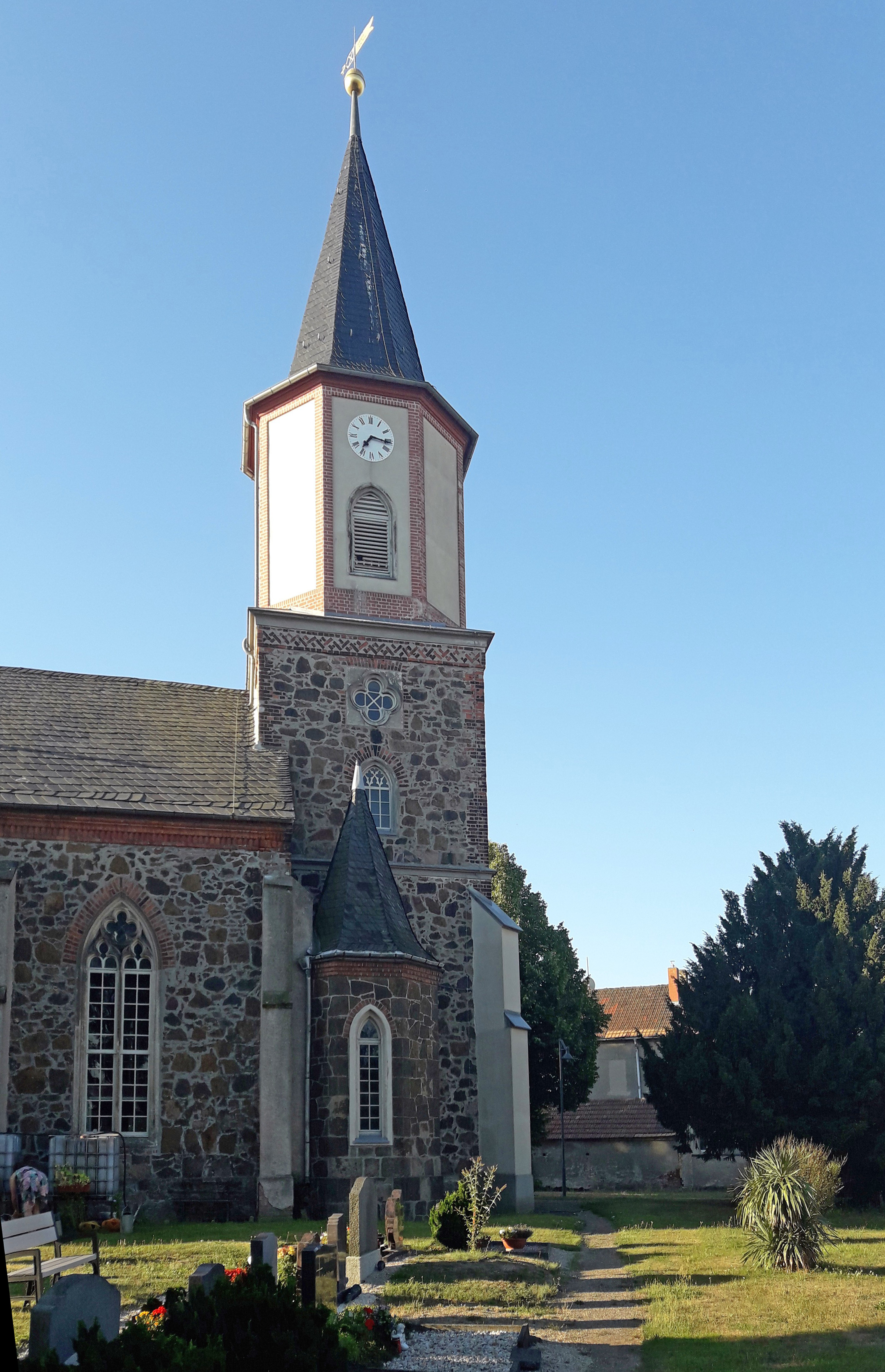
Kirchturm Kleinpösna (2020)

Die Kirche ist ein Bruchsteinbau mit polygonal geschlossenem Chor und hat Spitzbogenfenster mit Maßwerk. Der Kirchturm an der Westseite ist mit einem oktogonalen Glockengeschoss und Treppentürmen ausgestattet. Zum Bauwerk gehört eine Sakristei.
Der Innenraum ist neugotisch ausgestattet, hat eine dreiseitige Empore und eine Holzdecke.

## Orgel
Die Orgel entstand zwischen 1851 und 1855. Das Instrument mit zwei Manualen, Pedal und 16 Registern schuf Albert Hermann Wolfram aus Taucha.

## Glocken
Eine Kirchenglocke aus Bronze stammt aus dem Jahr 1619 von der Glockengießerei J. Hilliger mit einem unteren Durchmesser von 1020 mm, 620 kg Gewicht und Schlagton g′. Am 2. Juli 1917 wurde die beiden kleineren Glocken als Metallspende des deutschen Volkes eingezogen, die große Glocke von 1619 verblieb dank der Bemühungen von Pfarrer Schunack. Am 21. Februar 1921 wurde die Glocke von 1619 an die Kirche Nassau im Erzgebirge verkauft. Für die neuen größeren Glocken war ein Umbau des Glockenstuhls erforderlich. Am 27. Februar 1921 fand die Glockenweihe statt.
Das Geläut besteht aktuell (Stand: August 2021) aus drei Eisenhartgussglocken aus dem Jahr 1921 mit den Tönen g', h' und d", sie stammen von Ulrich & Weule.

## Umgebung der Kirche
Der umgebende Friedhof hat eine schmiedeeiserne Einfriedung zur Dorfstraße, ein Gefallenendenkmal, ein Marmorrelief in der Friedhofsmauer und Marmorrelief der Familie Achilles.